# Boeing 737
Il Boeing 737 è un aereo di linea bireattore, a fusoliera stretta, utilizzato per le rotte a medio-breve raggio, prodotto dall'azienda statunitense Boeing. Originariamente sviluppato come un bimotore a basso costo per rotte brevi e derivato dal Boeing 707 e dal Boeing 727, col tempo il 737 si è espanso in una famiglia composta da dieci modelli commerciali con una capacità variabile tra gli 85 e i 215 passeggeri. Il 737 è l'unico aereo di linea a fusoliera stretta della Boeing attualmente in produzione, con le varianti 700, -800 e -900ER disponibili al 2015. Nel 2017 ha debuttato una versione riprogettata, il 737 MAX.
Originariamente concepito nel 1964, il primo 737-100 ha effettuato il suo primo volo nel mese di aprile 1967 ed è entrato in servizio l'anno successivo con la compagnia aerea tedesca Lufthansa. Un anno dopo è entrato in servizio il modello allungato 737-200. Durante gli anni '80, Boeing ha proposto i modelli -300, -400, -500, di seguito indicati come la serie Boeing 737 Classic. I 737 Classic hanno aggiunto capacità di trasporto, sono equipaggiati da motori turboventola CFM56 e vantano dei miglioramenti alle ali.
Nel 1990 la Boeing ha introdotto il 737 Next Generation, che presenta diverse modifiche, tra cui una maggiore e ridisegnata apertura alare a flusso laminare, una cabina di pilotaggio con glass cockpit e nuovi interni. Il 737 Next Generation comprende quattro versioni, -600, -700, -800, -900, e modelli che vanno dalla lunghezza di 31,09 a 42 metri. Utilizzando come base il Next Generation, vengono prodotte anche le versioni Boeing Business Jet.
Con 10 478 esemplari consegnati e altri 4 754 da consegnare (ordini totali, tutti i modelli, al 31 gennaio 2019: 15 232), è l'aereo passeggeri più prodotto nella storia dell'aviazione. È talmente diffuso che nel 2006 è stato stimato ci fossero circa 1 250 velivoli di questo tipo in volo contemporaneamente in tutto il mondo, mentre, in media, ne decollava o atterrava uno ogni cinque secondi.

## Storia del progetto

### Contesto
La Boeing era intenzionata a produrre un altro aeromobile jet, che andasse a integrare il 727 su rotte brevi e poco frequentate. Il lavoro di progettazione preliminare iniziò l'11 maggio 1964 e, a seguito di un'intensa ricerca di mercato, la Boeing concepì l'idea di un aereo di linea da 50 a 60 passeggeri per rotte che andavano da 80 a 1 609 km. La compagnia aerea tedesca Lufthansa divenne, il 19 febbraio 1965, il cliente di lancio firmando un ordine di 21 velivoli, per un valore di 67 milioni di dollari statunitensi, dopo aver ricevuto assicurazioni da parte di Boeing che il progetto 737 non sarebbe stato annullato. La consultazione con Lufthansa, avvenuta durante l'inverno precedente, determinò un aumento della capacità di trasporto di passeggeri a 100 posti.

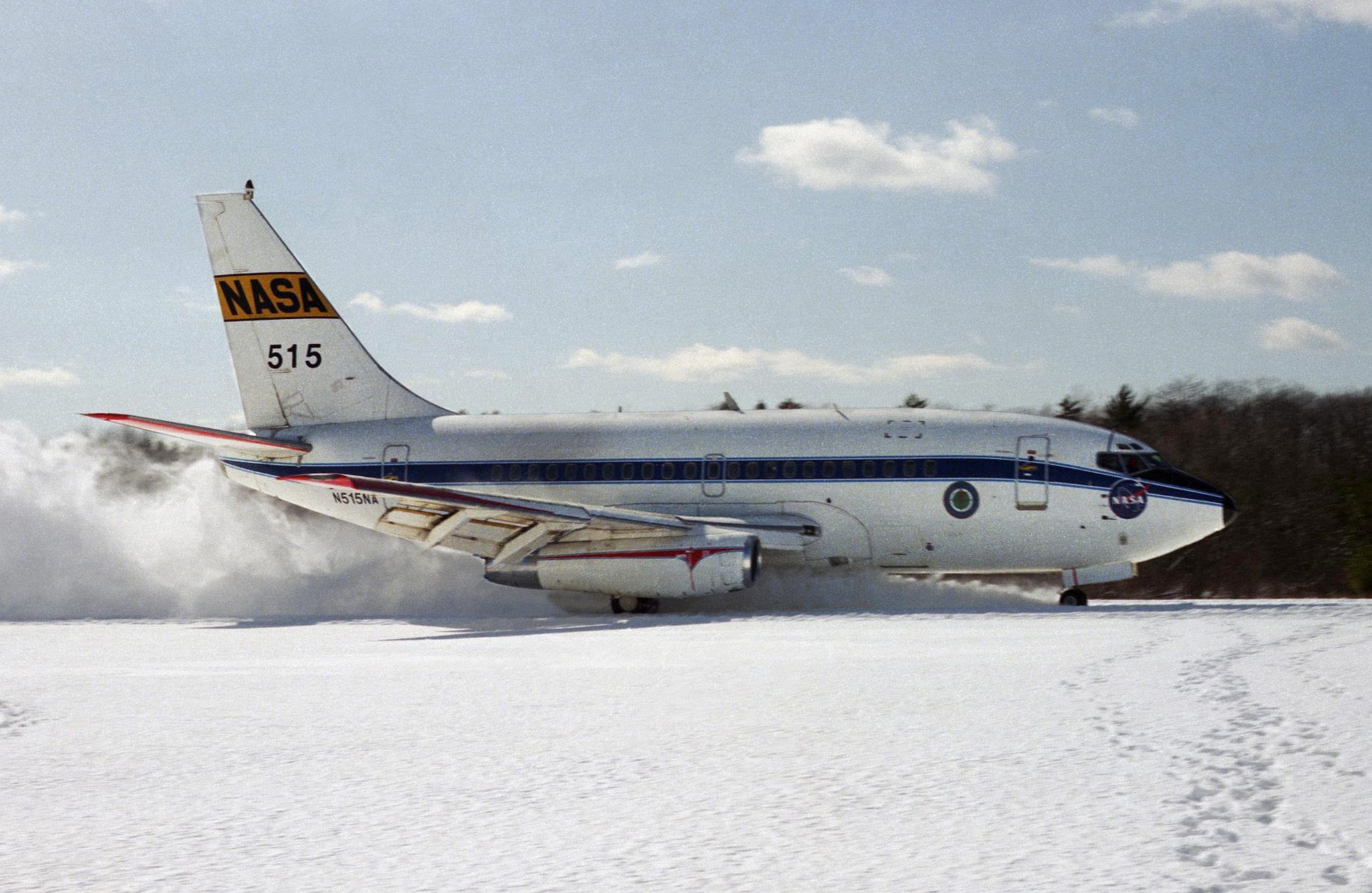
Un prototipo del 737-100 utilizzato dalla NASA per dei test.

Il 5 aprile 1965 Boeing annunciò un ordine da parte di United Airlines per altri 40 esemplari di 737. La United voleva un aereo leggermente più grande rispetto all'originale 737, così Boeing estese la fusoliera di 91 centimetri anteriormente e 102 cm dietro l'ala. La versione più lunga fu designata 737-200, e il modello originale più corto divenne 737-100.
Una dettagliata progettazione proseguì su entrambe le varianti allo stesso tempo. Boeing era molto indietro rispetto ai suoi concorrenti quando lanciò il 737. Aerei rivali come il BAC-One Eleven, il Douglas DC-9 e il Fokker F28 erano già certificati al volo. Per accelerare lo sviluppo, Boeing utilizzò il 60% della struttura e dei sistemi del 727. La fusoliera, tuttavia, fu più larga, permettendo file da sei posti a sedere rispetto a quelle da cinque dei rivali BAC-111 e DC-9. I progettisti decisero di montare le gondole direttamente nella parte inferiore delle ali al fine di ridurre la lunghezza del carrello di atterraggio e mantenere così i motori ad una bassa altezza da terra per facilitarne l'ispezione a terra e la manutenzione. Molte varianti dello spessore del pilone di attacco del motore furono testate nella galleria del vento e si dimostrò che la forma più idonea per l'alta velocità fu una forma relativamente spessa. Originariamente, la disposizione delle sezioni aerodinamiche dell'ala del 737 fu pensata per essere molto simile a quelle del 707 e del 727, anche se un po' più spessa. Tuttavia, un miglioramento sostanziale della resistenza aerodinamica ad alti numeri di Mach fu ottenuto modificando queste sezioni vicino alla gondola. Come motore venne scelto il turboventola Pratt & Whitney JT8D-1 a basso rapporto di diluizione, in grado di fornire 64 kN di spinta. Con i motori posti sotto le ali, la Boeing decise di montare il piano orizzontale sulla fusoliera, piuttosto che seguire lo stile dell'impennaggio verticale a T del Boeing 727.

### Produzione e collaudo

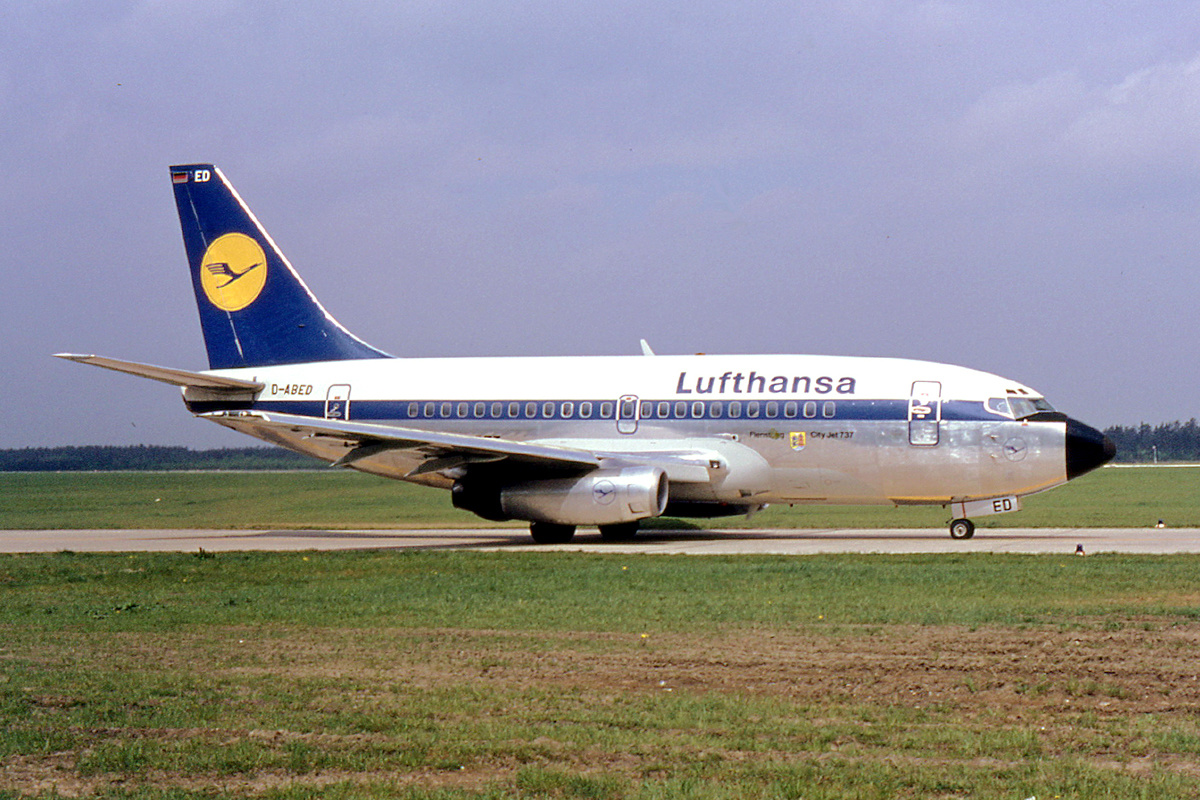
Uno dei Boeing 737-100 prodotti per Lufthansa, il cliente di lancio, all'Aeroporto di Hannover (1968).

L'iniziale linea di montaggio del 737 fu posizionata adiacente al Boeing Field (ora ufficialmente denominato King County International Airport) poiché lo stabilimento di Renton era al pieno della sua capacità con l'assemblaggio del 707 e del 727. Dopo che furono costruiti i primi 271 aeromobili, la produzione venne trasferita a Renton, verso la fine del 1970. Una parte significativa dell'assemblaggio della fusoliera avveniva a Wichita, in Kansas, stabilimento in precedenza di proprietà della Boeing ed ora parte della AeroSystems Spirit che l'aveva acquisito.
La fusoliera veniva assemblata con le ali e il carrello di atterraggio, poi veniva spostata lungo la catena di montaggio per installare i motori, l'avionica e gli interni. Infine, l'aereo usciva dal centro di produzione per testare i sistemi e i motori prima del suo primo volo presso il Boeing Field dove, infine, veniva dipinto e rifinito, prima della consegna al cliente.
Il primo dei sei prototipi -100 fece il suo roll out nel dicembre del 1966 e prese il volo per la prima volta il 9 aprile 1967, pilotato da Brien Wygle e Lew Wallick. Il 15 dicembre 1967, la statunitense Federal Aviation Administration (FAA) certificò il 737 -100 per volo commerciale. Il 737 fu il primo aereo ad avere, come parte della sua prima certificazione, l'approvazione per la procedura di avvicinamento di precisione di categoria II. Il 28 dicembre 1967, Lufthansa ricevette il suo primo velivolo e il 10 febbraio 1968 divenne la prima compagnia aerea non statunitense di lancio per un nuovo velivolo della Boeing. Lufthansa fu anche l'unico cliente significativo per l'acquisto del 737-100. Di questo modello furono prodotti solo 30 esemplari.
Il modello successivo, il 737-200, volò la prima volta l'8 agosto 1967, certificato dalla FAA il 21 dicembre 1967; svolse il suo volo inaugurale il 28 aprile 1968 per la United Airlines, coprendo la rotta da Chicago a Grand Rapids, nel Michigan. Il modello -200 con la fusoliera più lunga fu ampiamente preferito dalle compagnie aeree rispetto al -100.

### Derivati iniziali

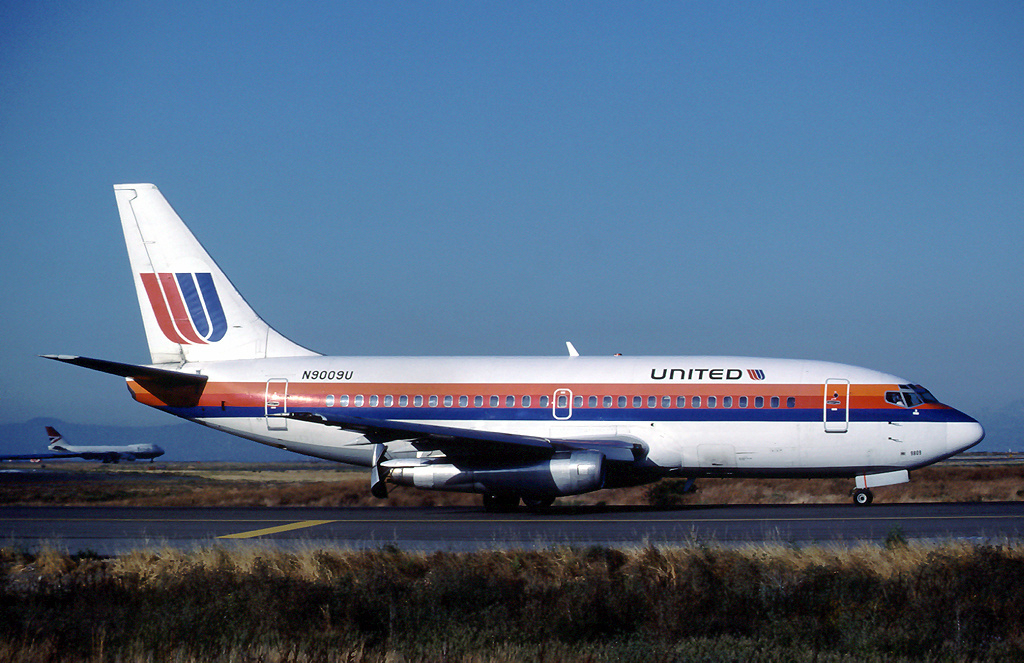
Uno dei primi modelli di 737-200 di United Airlines con gli inversori di spinta dispiegati.

Le originali gondole motore incorporavano gli inversori di spinta similmente alle gondole fuoribordo del 727. Esse tuttavia si dimostrarono essere relativamente inefficaci e apparentemente tendevano a sollevare il velivolo sulla pista mentre erano aperte. Ciò riduceva il carico aerodinamico sulle ruote principali, riducendo così l'efficacia dei freni delle ruote. Nel 1968, fu pertanto introdotto un miglioramento del sistema di inversione di spinta. Venne creata un'estensione del tubo di scarico e le paratie vennero impostate a 35 gradi rispetto alla verticale per consentire al flusso di scarico di essere deviato sopra e sotto le ali. Tale miglioramento divenne uno standard su tutti gli aeromobili prodotti dopo marzo 1969 e una parziale modifica fu proposta anche per gli aerei già in servizio. Venne introdotto anche un miglioramento del sistema di ipersostentatori, permettendone un maggiore uso durante il decollo e l'atterraggio. Tutti questi cambiamenti fornirono al velivolo una maggior capacità di carico e un miglioramento delle prestazioni nel breve raggio. Nel maggio del 1971, tutti i miglioramenti, inclusi motori più potenti e una maggiore capacità di carburante, vennero incorporati nel 737-200, consentendogli un aumento del 15% del carico utile. Questo modello modificato divenne noto come 737-200 Advanced e fu lo standard di produzione dal giugno 1971.

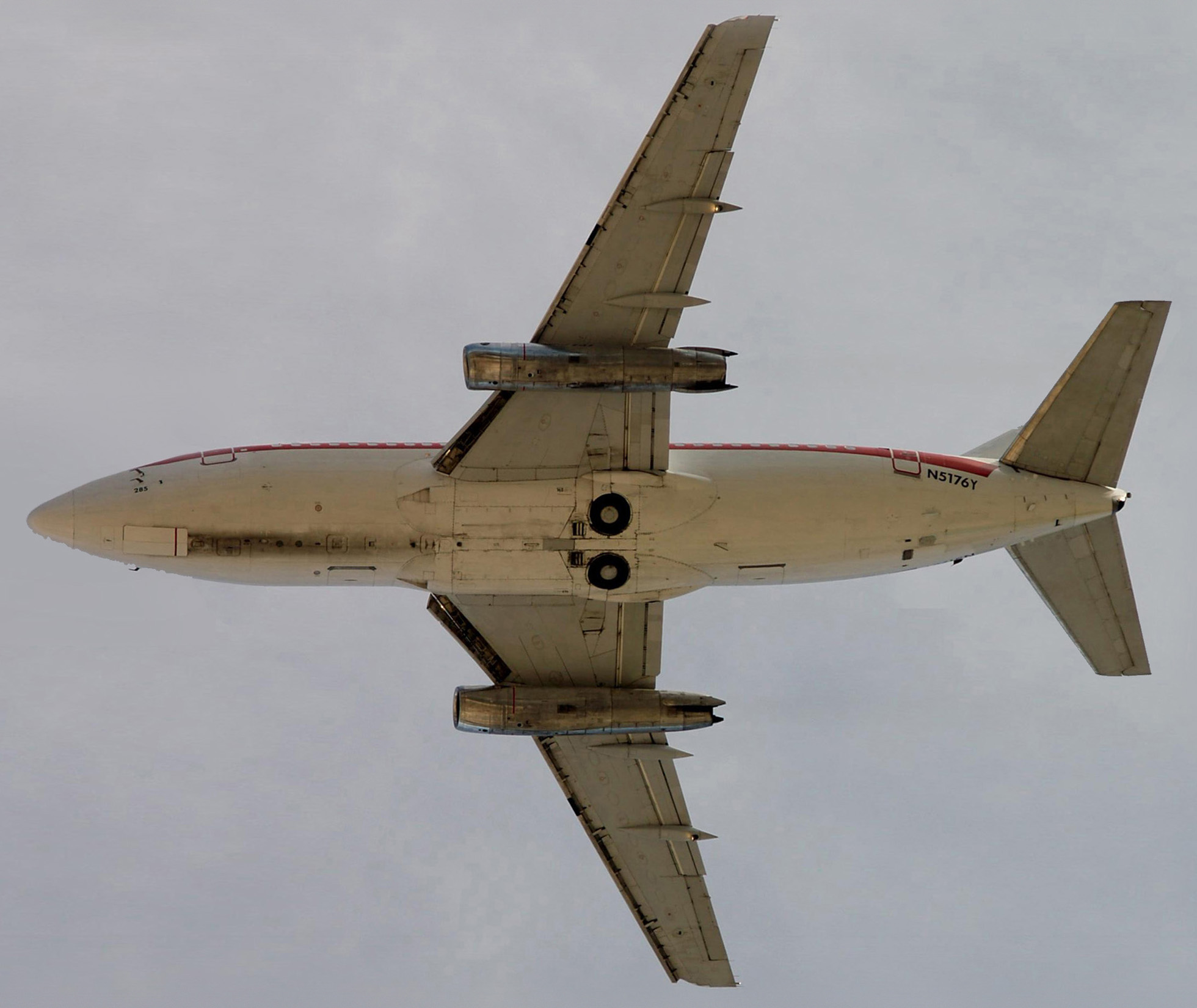
Un T-43 della USAF poco dopo il decollo.

Nel 1970, la Boeing ricevette solo 37 ordini. Di fronte alle difficoltà finanziarie, il costruttore statunitense pensò di chiudere la linea di produzione 737 e vendere il progetto alle compagnie aeree giapponesi. Dopo la cancellazione del Boeing 2707 e il ridimensionamento della produzione del Boeing 747, si resero disponibili fondi sufficienti per continuare il progetto. Nel tentativo di aumentare le vendite, Boeing propose il modello 737C, caratterizzato da un portellone per il carico merci di 340 cm x 221 cm, posto appena dietro alla cabina di pilotaggio e un piano rafforzato con rulli, che permettesse di utilizzare le unità di carico. Con la capacità di atterrare e decollare su piste relativamente corte, venne implementato anche un kit che gli consentisse di operare su piste non asfaltate. Fino a quando la sua flotta di -200 non venne ritirata dal servizio nel 2007, l'Alaska Airlines utilizzò questa opzione per alcune delle sue operazioni rurali in Alaska. Compagnie aeree nord canadesi come l'Air Inuit, l'Air North, la Canadian North, la First Air e la Nolinor Aviation operano ancora con questo modello dove le piste non asfaltate sono comuni.
Nel 1988, il ciclo di produzione iniziale del modello -200 si concluse dopo la produzione di 1 114 velivoli. L'ultimo fu consegnato alla Xiamen Airlines l'8 agosto 1988.

### Varianti migliorate
Nel 1979 iniziò lo sviluppo della prima revisione importante del 737. La Boeing voleva aumentare la capacità e l'autonomia, incorporare sistemi più moderni, mantenendo allo stesso tempo la comunanza con le precedenti varianti del 737. Nel 1980, le specifiche preliminari di quello che sarebbe diventato il 737-300, furono dichiarate presso il Farnborough Airshow.

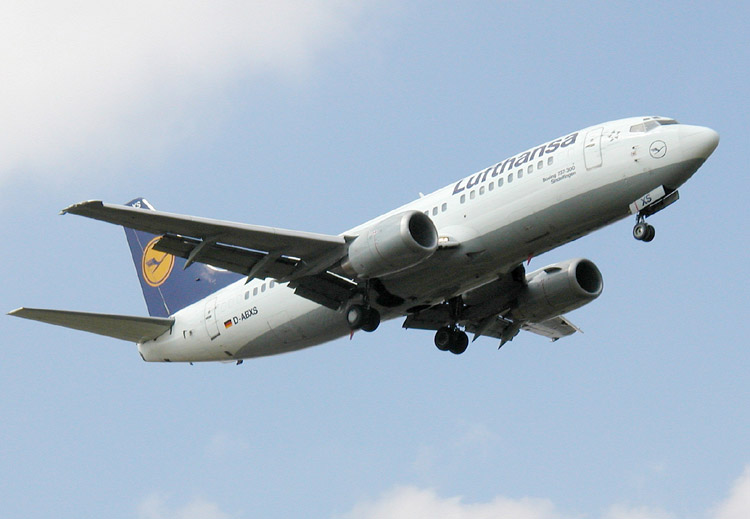
Il 737-300 è stata la prima versione prodotta della serie Classic.

Mark Gregoire, ingegnere della Boeing, fu messo a capo del team di progettazione che collaborò con la CFM International per selezionare, modificare e realizzare un nuovo motore e nuove gondole. Scelsero, dunque, il turboventola CFM56-3B-1 ad alto bypass, che produsse significativi risparmi di carburante e una riduzione del rumore, ma che rappresentò anche una sfida ingegneristica, data la ridotta altezza da terra del 737 e del diametro maggiore del motore rispetto agli originali Pratt & Whitney. La squadra di Gregoire e la CFM risolsero il problema riducendo la dimensione del compressore (e ciò rese il motore leggermente meno efficiente di quanto era stato previsto), posizionando il motore davanti all'ala e spostandone alcune parti ai lati, dando alla presa d'aria una caratteristica forma non circolare.
La capacità passeggeri dell'aeromobile aumentò a 149 persone grazie all'estensione di 2,87 metri della fusoliera. L'ala andò incontro ad un certo numero di cambiamenti per consentire una migliore resa aerodinamica. L'estremità alare fu estesa di 23 cm e l'apertura alare di 53 cm. Gli slat e i flap furono di conseguenza adeguati. L'impennaggio di coda fu ridisegnato, e la cabina di pilotaggio fu migliorata con l'opzionale aggiunta dell'EFIS (Electronic Flight Instrumentation System), mentre la cabina passeggeri incorporò miglioramenti simili a quelli sviluppati per il Boeing 757. Il prototipo del -300, il 1001° 737 costruito, volò per la prima volta il 24 febbraio 1984 con ai comandi Jim McRoberts. Il programma di certificazione durò nove mesi.
Nel giugno 1986, Boeing annunciò lo sviluppo del 737-400, che estendeva la fusoliera di altri 3 metri, aumentando il carico di passeggeri a 188 posti. Il primo volo del -400 avvenne il 19 febbraio 1988 e, dopo sette mesi e 500 ore di test, entrò in servizio con la Piedmont Airlines.

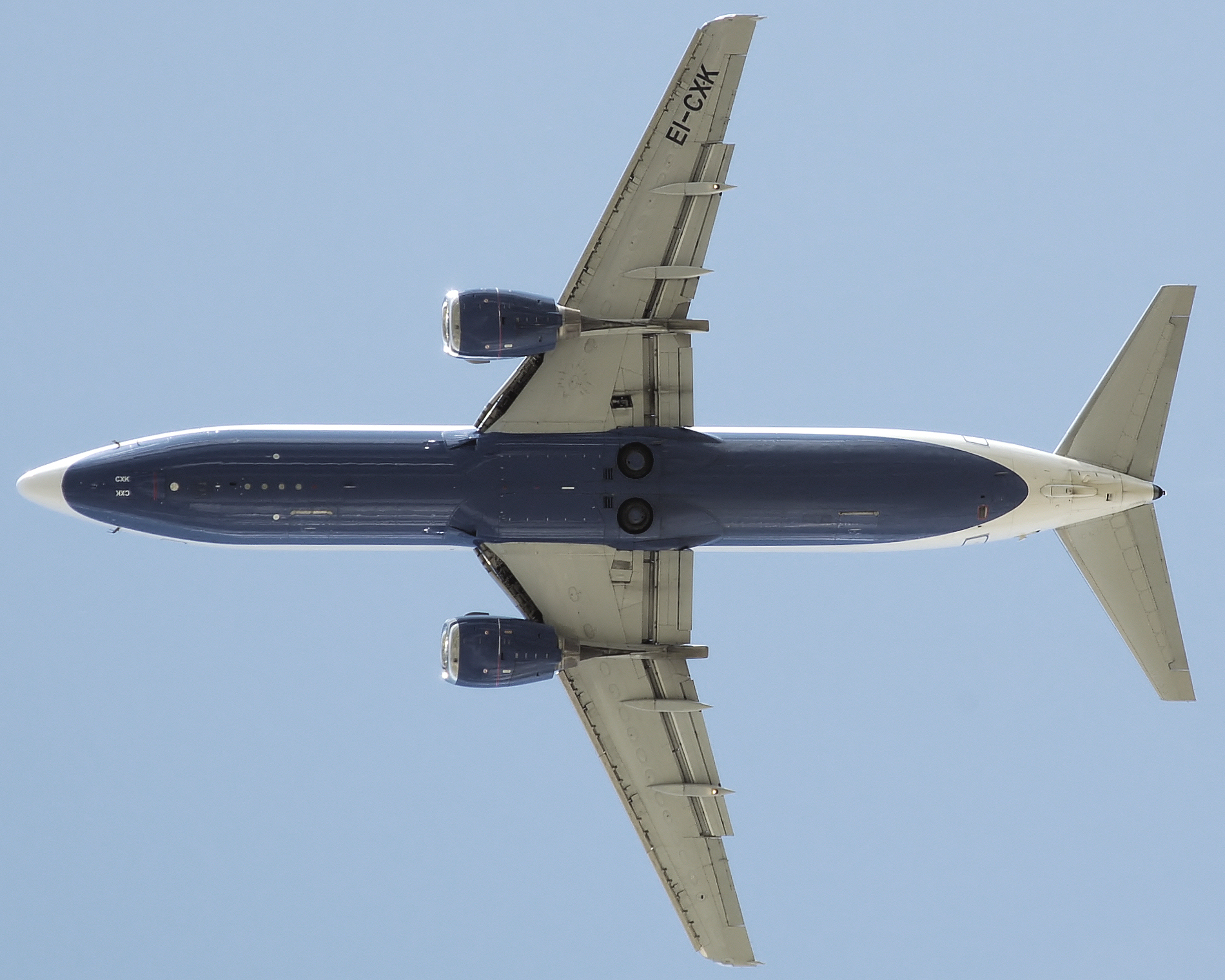
Un 737-400 di Transaero al decollo. I motori CFM56 sono montati davanti alle ali.

La serie -500 fu offerta, a seguito della forte domanda dei clienti, come una sostituzione moderna del 737-200. Essa incorporava i miglioramenti della serie 737 Classic, consentendo rotte più lunghe, con meno passeggeri e una maggior economicità rispetto al 737-300. La lunghezza della fusoliera del -500 era di 48 cm maggiore del 737-200, e poteva ospitare fino a 140 passeggeri. Furono rese disponibili, per la cabina guida, sia la classica configurazione meccanica che il glass cockpit. Grazie all'utilizzo del motore CFM56-3 si riscontrò un aumento del 25% dell'efficienza rispetto ai vecchi -200 motorizzati P&W.
Il 737-500 fu ordinato per la prima volta nel 1987 dalla Southwest Airlines, che firmò per 20 aeromobili, mentre il primo volo avvenne il 30 giugno 1989. Un unico prototipo fu impiegato per 375 ore di test per il processo di certificazione e il 28 febbraio del 1990 la Southwest Airlines ricevette il primo velivolo.
Dopo l'introduzione della serie -600/700/800/900, la serie -300/400/500 è stata chiamata 737 Classic.
Nel 2008, il prezzo del petrolio raggiunse il suo picco e le compagnie aeree furono costrette ad impiegare il 40% del prezzo del biglietto emesso per coprire i costi del carburante, rispetto al 15% del 2000. Di conseguenza, le compagnie aeree radiarono i 737 Classic sostituendoli con i più efficienti 737 Next Generation o Airbus della serie A320/A319/A318. Il 4 giugno 2008 United Airlines annunciò che avrebbe ritirato tutti i suoi 94 737 Classic (64 737-300 e 30 737-500) sostituendoli con gli Airbus A320.

### Modelli di nuova generazione
Spinta dal moderno Airbus A320, a partire dal 1991 Boeing avviò lo sviluppo per una serie di aggiornamenti dei propri velivoli. Dopo aver lavorato con i propri potenziali clienti, il programma 737 Next Generation (NG) fu annunciato il 17 novembre 1993. Il 737NG comprende i modelli -600, -700, -800, -900 ed è ad oggi il velivolo con la fusoliera più moderna. Le prestazioni del 737NG appartengono, in sostanza, ad un nuovo velivolo, tuttavia mantiene una certa comunanza con i modelli precedenti di 737.

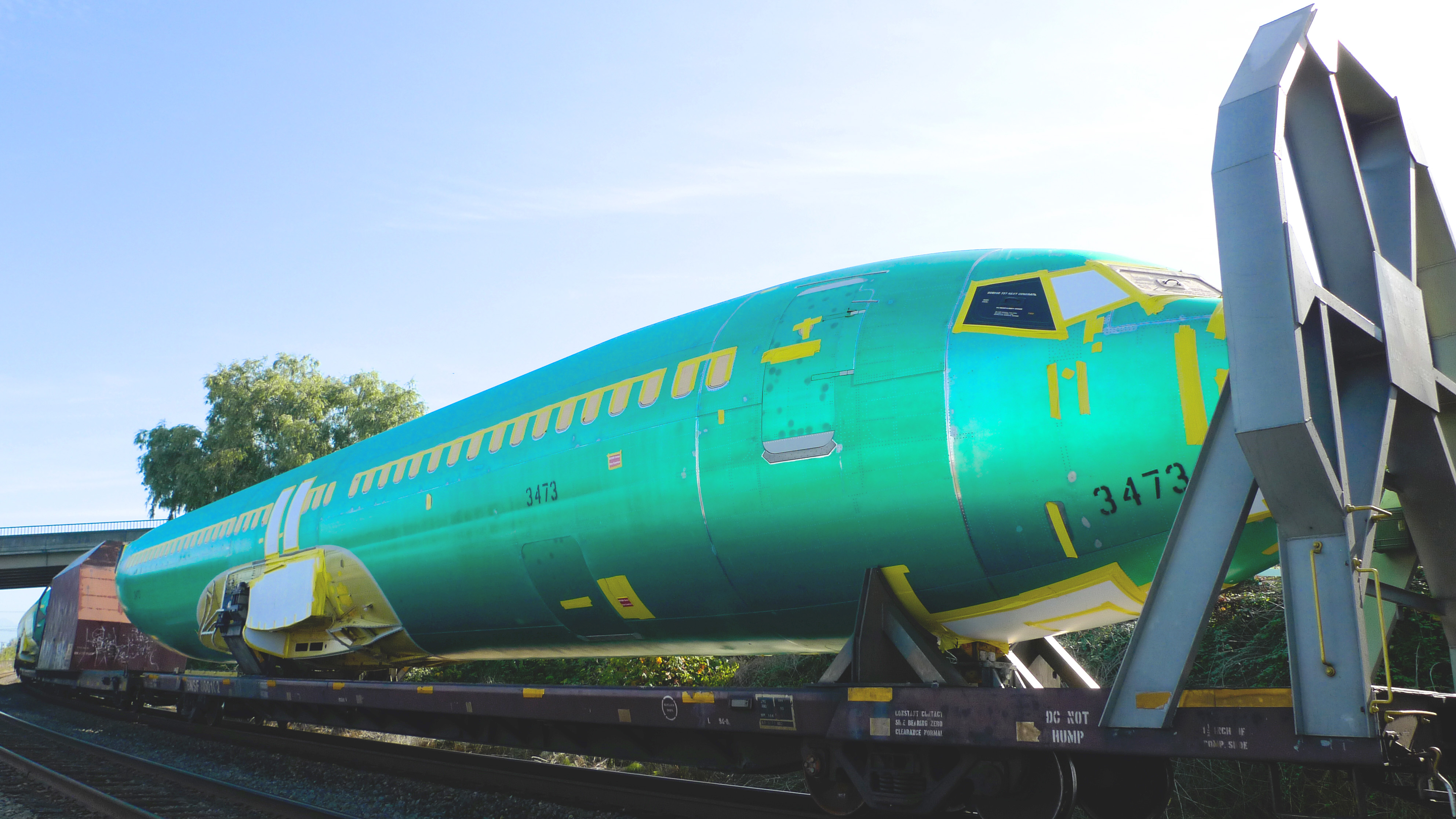
La fusoliera del Boeing 737NG viene trasportata su rotaia.

L'ala è stata ridisegnata con un nuovo profilo aerodinamico, possiede un'apertura alare e un'area totale aumentate rispettivamente di 4,9 m e del 25%; ciò ha permesso di aumentare la capacità totale di carburante del 30%. Sono stati utilizzati nuovi, più silenziosi, motori CFM56-7B a basso consumo. L'ala, il motore e miglioramenti della capacità di carburante hanno permesso di aumentare l'autonomia fino a 5 600 km. Con l'aumento della capacità di carburante, sono state aumentate anche le specifiche di peso massimo al decollo (MTOW). Il 737NG ha compreso anche una riprogettazione dello stabilizzatore verticale e delle winglets, che tuttavia erano già disponibili sulla maggior parte dei modelli precedenti. La cabina di pilotaggio è stata aggiornata con sistemi avionici moderni e miglioramenti nella cabina passeggeri simili a quelli utilizzati sul Boeing 777, comprese superfici più curve e cappelliere più grandi rispetto alle precedenti generazioni del 737. Gli interni del 737 Next Generation sono stati adottati anche per il Boeing 757-300.
Il primo NG che fece il roll out fu il -700, l'8 dicembre 1996. Questo velivolo, il 2.843º esemplare di 737 costruito, ha fatto il primo volo il 9 febbraio 1997. Il prototipo -800 è stato presentato il 30 giugno 1997 e il 31 del mese successivo ha debuttato nei cieli. Il più piccolo dei nuovi modelli, il -600, ha le stesse dimensioni del -500 ed è stato l'ultimo velivolo di questa serie a essere presentato nel dicembre 1997, per poi fare il primo volo il 22 gennaio 1998 e ottenere le certificazione il 18 agosto 1998. Il programma complessivo di test di volo ha visto l'utilizzo di 10 aeromobili: 3 -700, 4 -600 e 3 -800.

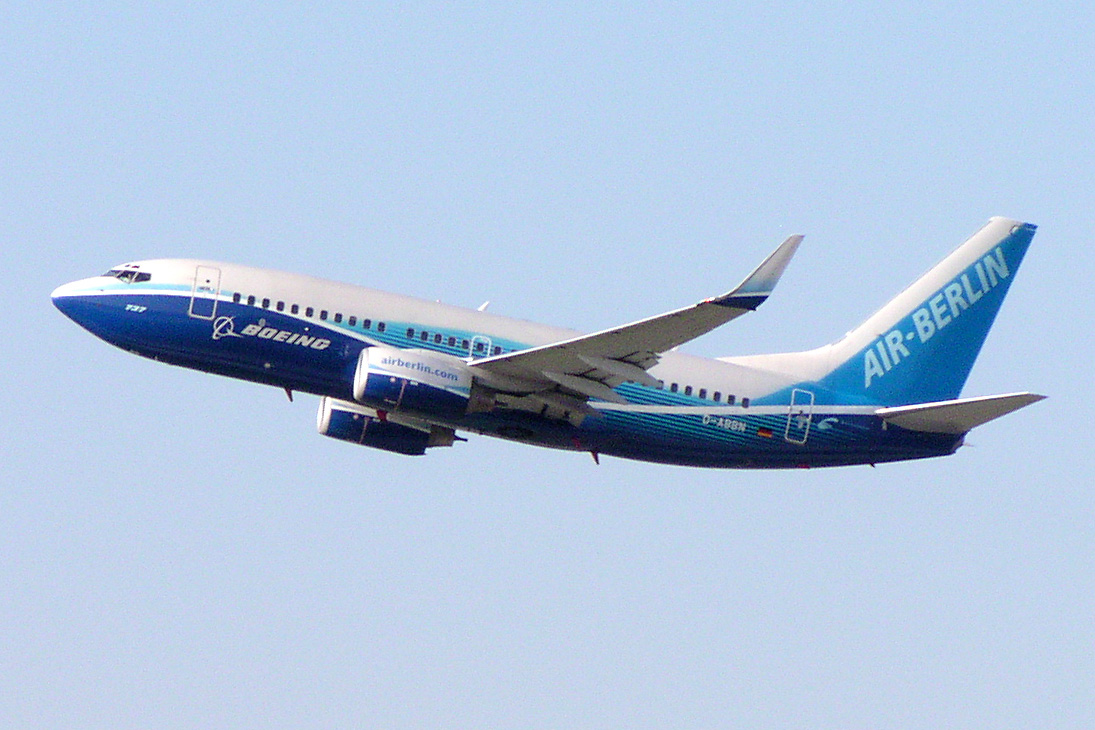
Un Boeing 737-700 in livrea Air Berlin-Boeing, mostra le winglets disponibili sui modelli 737 Next Generation.

Nel 2004, la Boeing offrì un pacchetto di prestazioni al fine di migliorare il decollo e l'atterraggio per le operazioni su aeroporti con alcune limitazioni di lunghezza, in risposta alle richieste della Gol Transportes Aéreos. Il pacchetto è opzionale per i modelli 737NG e fa parte delle dotazioni standard per il 737-900ER. La gondola motore per il CFM56-7B Evolution ha iniziato a essere testata nell'agosto 2009, per poi essere usata sui nuovi 737 PIP (Performance Improvement Package); questo nuovo miglioramento ha permesso di ridurre dell'1% la resistenza aerodinamica e avere alcuni vantaggi di peso, migliorando del 2% il consumo di carburante sulle tratte più lunghe. Nel 2010, nuovi aggiornamenti per gli interni del 737NG inclusero alcune caratteristiche prodotte per il Boeing 787.
Il 13 febbraio 2006, Boeing ha consegnato il 5000° 737 alla Southwest Airlines, mentre il 6 000° esemplare è stato consegnato nel mese di aprile 2009 alla Norwegian Air Shuttle, l'8 000° è stato invece venduto alla United Airlines il 16 aprile 2014. Il velivolo numero 10 000 è stato ordinato nel luglio 2012. Il Boeing 737, l'aereo più venduto al mondo, è il primo aereo commerciale a raggiungere un simile traguardo come numero di vendite.
Nel 2015 la Boeing ha prodotto una media di 42 esemplari di 737 al mese e si aspetta di aumentare tale produzione a 52 per il 2018.

## Impiego operativo

### Incidenti
Anche e soprattutto a causa della sua enorme diffusione, il Boeing 737 è l'aereo passeggeri che ha subito più incidenti nella storia dell'aviazione.
- 3 marzo 1991: il Volo United Airlines 585, un 737-291, precipita in fase di atterraggio a Colorado Springs, Stati Uniti, uccidendo tutti i passeggeri e i membri dell'equipaggio. In totale 25 persone persero la vita. Le indagini non riuscirono a svelare la causa, fino a due analoghi incidenti che consentirono di individuare un difetto in un attuatore del timone.
- 16 gennaio 2002: il Volo Garuda Indonesia 421, Boeing 737-300, diretto da Ampenam a Yogyakarta, per lo spegnimento di entrambi i motori per flameout, causato dall'ingestione d'ingenti quantità d'acqua, è costretto ad ammarare nel fiume Solo. Nell'ammaraggio rimane uccisa una assistente di volo.
- 3 gennaio 2004: il volo Flash Airlines 604, un 737-300, è precipitato poco dopo il decollo da Sharm el-Sheikh, Egitto, uccidendo tutti i 148 passeggeri e i membri dell'equipaggio.
- 3 febbraio 2005: il volo Kam Air 904, un 737-200, si è schiantato su una montagna 30 km a est di Kabul, Afghanistan, uccidendo tutti i 96 passeggeri e gli 8 membri dell'equipaggio.
- 14 agosto 2005: il volo Helios Airways 522, un 737-300, precipita a nord di Atene, Grecia, dopo una decompressione all'interno del velivolo con conseguente perdita di conoscenza dell'equipaggio. Tutti i 118 passeggeri e i membri dell'equipaggio sono morti.
- 23 agosto 2005: il volo TANS Perú 204, un 737-200, si schianta durante una tempesta nella giungla uccidendo 40 persone tra passeggeri e membri dell'equipaggio.
- 5 settembre 2005: il volo Mandala Airlines 091, un 737-200, precipita in Indonesia uccidendo 102 dei 107 tra passeggeri e membri dell'equipaggio, più altre 47 persone a terra.
- 22 ottobre 2005: il volo Bellview Airlines 210, un 737-200, precipita poco dopo il decollo da Lagos, Nigeria, uccidendo tutti i 111 passeggeri e le sei persone di equipaggio.
- 8 dicembre 2005: il volo Southwest Airlines 1248, un 737-700, slitta sulla pista durante una tempesta di neve all'aeroporto di Chicago-Midway colpendo un'automobile di servizio, uccidendo un passeggero e ferendo altre 11 persone, compresi 3 passeggeri del velivolo.

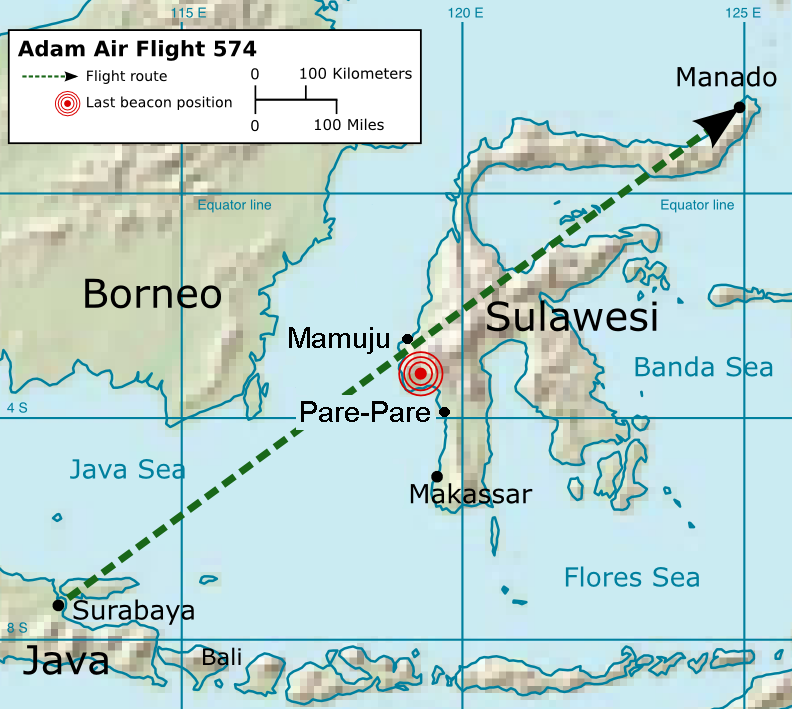
La zona dell'ultimo contatto conosciuto del volo volo Adam Air 574.

- 1º gennaio 2007: il volo Adam Air 574, un 737-400 diretto a Manado da Surabaya, è dato per scomparso[77]; dei 102 occupanti l'aereo (di cui 6 membri dell'equipaggio e 11 bambini), non si conosce con certezza la sorte[78]. L'aeroplano, un Boeing di tipo 737-400, aveva volato per la prima volta nel gennaio 1989 per la Dan-Air[79], e coi suoi 17 anni di servizio non era l'aereo più vecchio della flotta della Adam Air. La dinamica dell'incidente è ancora sconosciuta, a oggi[80]. Si sa che l'aereo, partito da Surabaya alle 12:55 locali (5:55 UTC), aveva lanciato un messaggio di emergenza dopo circa un'ora di volo (7:07 UTC) captato dal Ujung Pandang ATC. In seguito se ne erano perse le tracce. In quelle ore le condizioni meteo sulla regione pare fossero pessime. Proprio le avverse condizioni meteorologiche sono al momento[80] indicate come la causa più accreditata dell'incidente.
- 14 settembre 2008: il volo Aeroflot-Nord 821, un 737-500 proveniente da Mosca-Šeremet'evo, precipita in fase di atterraggio a Perm'. 82 passeggeri e 6 membri dell'equipaggio sono morti[81].
- 10 novembre 2008: il volo Ryanair 4102 operato con un Boeing 737-800 di Ryanair proveniente da Francoforte-Hahn, in fase di atterraggio all'aeroporto di Roma-Ciampino, è impattato con uno stormo di circa 90 storni riportando danni ai motori, all'ala sinistra e al relativo carrello di atterraggio. L'incidente ha provocato 10 feriti.
- 25 febbraio 2009: il volo Turkish Airlines 1951, un 737-800 proveniente da Istanbul, si è spezzato in 3 tronconi in fase di atterraggio a Schiphol, provocando 9 morti e 50 feriti, di cui 25 in modo grave.[82]
- 22 dicembre 2009: il volo American Airlines 331, un 737-800 proveniente da Miami, oltrepassa la pista di atterraggio dell'aeroporto internazionale Norman Manley di Kingston in Giamaica. L'aereo, non fermatosi in tempo alla fine della pista, è finito nell'attigua spiaggia e al contatto col terreno si è spezzato in tre tronconi. 91 i feriti, di cui 3 gravi.[83]
- 3 gennaio 2010: un 737-800 della compagnia aerea Air Berlin abortisce un decollo da Dortmund diretto a Las Palmas, nelle Canarie. Il comandante aveva rilevato una "irregolarità tecnica". I passeggeri sono scesi senza usare le procedure di emergenza, nessun ferito.[84]
- 25 gennaio 2010: il volo Ethiopian Airlines 409, un Boeing 737-800 decollato da Beirut, è precipitato in mare con 83 passeggeri e 7 membri di equipaggio. Non ci sono superstiti.[85]
- 22 maggio 2010: il volo Air India Express 812, un Boeing 737-800, slitta sulla pista bagnata durante l'atterraggio a Mangalore, India, e si schianta in un bosco: nell'incendio che si sviluppa perdono la vita circa 158 fra passeggeri e membri dell'equipaggio. Si contano otto superstiti.[86]
- 20 agosto 2011: Un volo della compagnia canadese First Air (First Air 6560), un Boeing 737-200 partito da Yellowknife precipita presso Resolute Bay nel Nunavut, nel nord del Canada, provocando la morte di 12 passeggeri e il ferimento di 3. Il volo era composto da un totale di 15 persone, inclusi i 4 membri dell'equipaggio.[87]
- 20 aprile 2012: il Volo Bhoja Air 213, un 737-200, si è schiantato in fase di atterraggio presso l'Aeroporto Internazionale Benazir Bhutto. Nell'incidente hanno perso la vita tutte le 127 persone presenti a bordo.
- 17 novembre 2013: il volo Tatarstan Airlines 363, operato da un 737-500, si schianta durante il secondo tentativo di atterraggio all'Aeroporto Internazionale di Kazan, in Russia. Nell'incidente muoiono tutti gli occupanti del velivolo: 44 passeggeri e 6 membri dell'equipaggio.

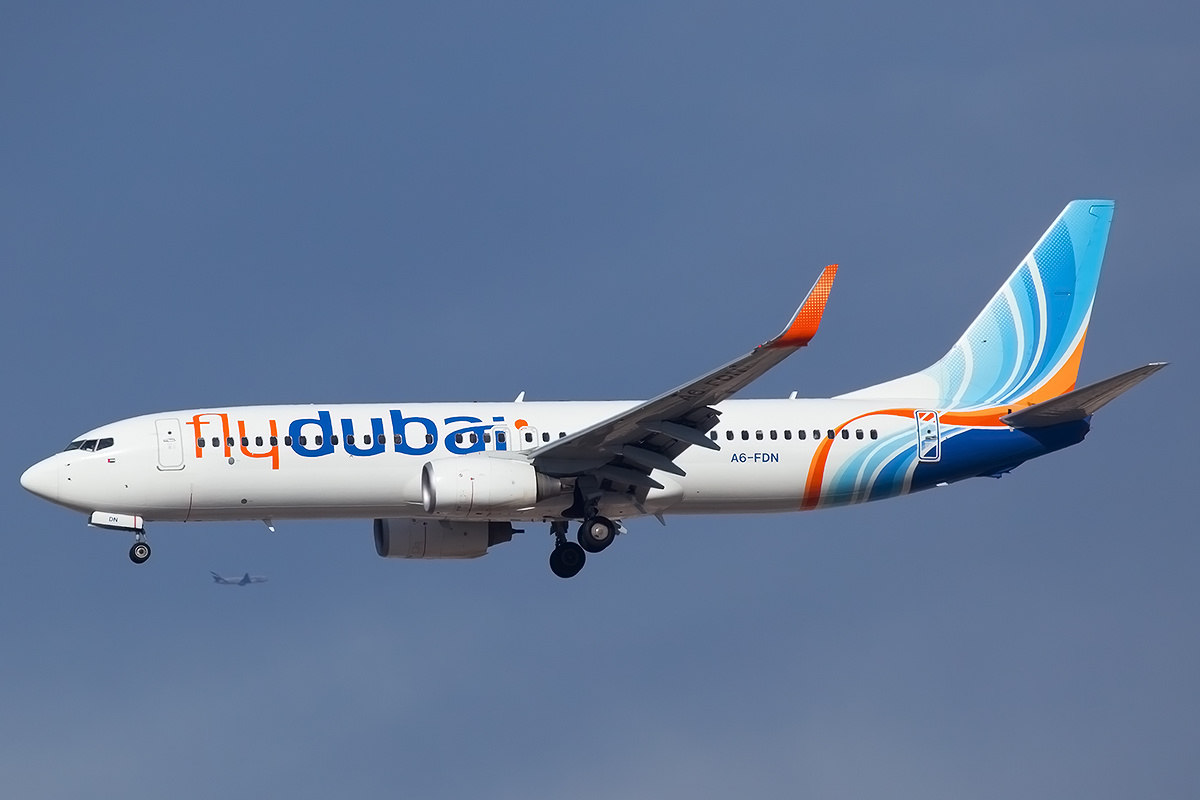
Il Boeing 737-800 precipitato nell'incidente del volo Flydubai 981.

- 19 marzo 2016: il volo Flydubai 981, un 737-800NG[88], dopo un primo tentativo di atterrare all'aeroporto di Rostov sul Don, impatta al suolo mille metri circa prima della pista, toccando terra prima con le ali e prendendo fuoco. Tutti i 55 passeggeri, tra cui 4 bambini, e 7 membri dell'equipaggio periscono nell'incidente.[89]
- 5 agosto 2016: Il volo ASL Airlines Hungary 7332 finisce fuori pista durante l'atterraggio all'aeroporto di Bergamo-Orio al Serio. L'incidente non provoca danni a persone.
- 10 aprile 2018: Durante il volo Southwest Airlines 1380, un Boeing 737-700, proveniente da New York deve effettuare un atterraggio d'emergenza a Philadelphia, dovuto dall'esplosione del motore sinistro dell'aereo che provoca la rottura di un finestrino sullo stesso lato. A seguito di questa rottura una donna rischia di venire espulsa all'esterno ma viene trattenuta dagli altri passeggeri. Questa passeggera, purtroppo, non evita la morte per arresto cardiaco.

- 18 maggio 2018: Schianto subito dopo decollo nei pressi dell'Avana, Cuba, operato dalla compagnia statale Cubana de Aviación. 113 persone a bordo, tra cui si contano 3 superstiti alla data dell'incidente.[90][91]

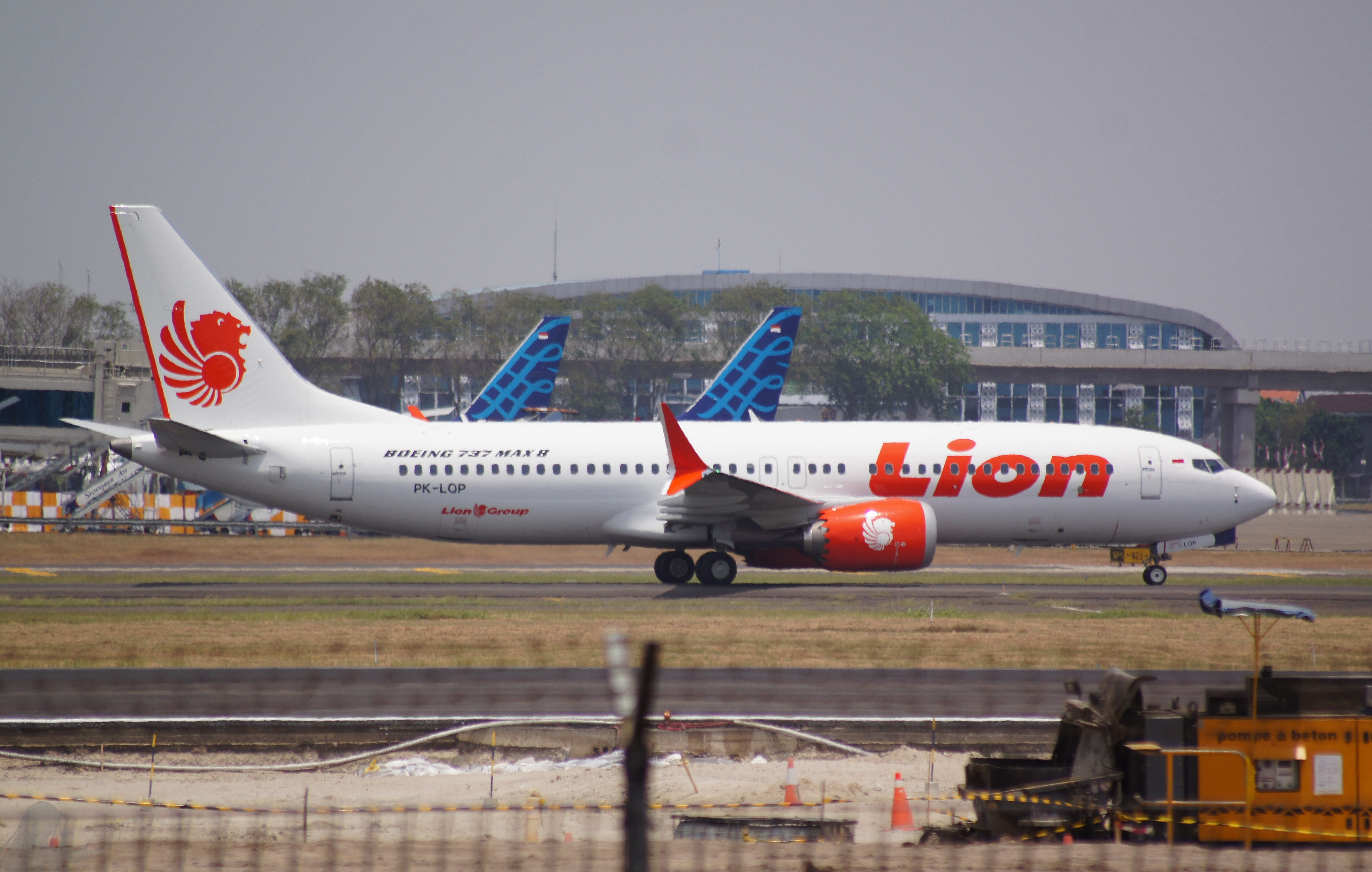
L'aeromobile effettuante il volo 610

- Il 29 ottobre 2018: il volo Lion Air 610, un Boeing 737 MAX 8, si è schiantato al largo di Giacarta. Il volo trasportava 189 persone fra cui un Italiano. Non ci furono sopravvissuti ed è il peggiore incidente a coinvolgere un Boeing 737. L'aereo, che in data dell'incidente aveva 2 mesi, aveva riportato un difetto sulla lettura dell'altezza, problema che venne riparato, ma in modo provvisorio. Si è in attesa della conferma dai dati delle scatole nere.

- Il 10 marzo 2019: il volo Ethiopian Airlines 302, un Boeing 737 MAX 8 con 157 persone a bordo, si è schiantato tra Addis Abeba e la capitale del Kenya, Nairobi, dove era diretto.[92]
- 8 gennaio 2020, un 737-800 della Ukraine International Airlines, partito da Teheran e diretto a Kiev, si schianta subito dopo il decollo colpito per errore da un missile anti-aereo iraniano. A bordo 177 persone. Nessun superstite.
- 8 maggio 2020: un 737-700 di Southwest ha investito e ucciso una persona durante la fase di atterraggio all'Aeroporto Internazionale di Austin-Bergstrom in Texas, USA. Il velivolo ha riportato danni al motore sinistro.
- 9 gennaio 2021: un 737-500 dell'indonesiana Sriwijaya Air con a bordo 56 passeggeri e 6 uomini d'equipaggio, diretto in Borneo, è precipitato in mare pochi minuti dopo il decollo da Giacarta. Nessun superstite.
- 21 marzo 2022: un 737-800 della China Eastern Airlines con a bordo 132 persone, di cui 9 di equipaggio, e diretto a Canton, si schianta nella provincia meridionale del Guangxi vicino alla città di Wuzhou. Nessun superstite.

#### Statistiche
Al 19 marzo 2012:
- Incidenti gravi (con la perdita dell'aereo): 171, con un totale di 4 253 morti
- Altri incidenti: 6, con un totale di 346 morti.
- Dirottamenti: 111, con un totale di 325 morti.

## Versioni
Ci sono 4 principali famiglie di 737 conosciute come Original, Classic, Next-Generation (NG) e MAX:
- Original: 737-100 e -200, prodotti dal 1967 al 1988;
- Classic: 737-300, -400, e -500, prodotti dal 1983 al 2000;
- Next-Generation (NG): 737-600, -700, -800, e -900, prodotti dal 1997;
- MAX: 737-MAX 7, -MAX 8, -MAX 9 e -MAX 10 in produzione dal 2017.

La maggior parte dei modelli in servizio sono della famiglia Classic o Next Generation.
Quando ci si riferisce alle varianti del 737, la stessa Boeing e le compagnie aeree spesso uniscono il modello e la serie di produzione: ad esempio il 737-800 viene chiamato 738. L'unica eccezione è per il 737-700 che viene abbreviato come 73G per evitare confusione. Questo tipo di notazioni si possono trovare anche nei manuali degli aerei o negli orari pubblicati dalle compagnie aeree.

### Original
I modelli Original sono stati rapidamente ritirati dal servizio negli ultimi anni perché non ottimizzano il consumo di carburante, sono molto rumorosi nonostante le modifiche attuate per ridurlo e i costi di manutenzione sono abbastanza alti, sebbene molti 737-200 siano ancora in servizio presso compagnie aeree minori o di paesi in via di sviluppo. Nessun 737-100 è ancora in condizioni di volo: il prototipo originale (di proprietà della NASA) è esposto al Museum of Flight di Seattle. I velivoli della famiglia Original hanno bisogno di due soli piloti: un cambiamento importante se si pensa che il precedente modello della Boeing, il 727, aveva bisogno anche dell'ingegnere di volo.

#### 737-100

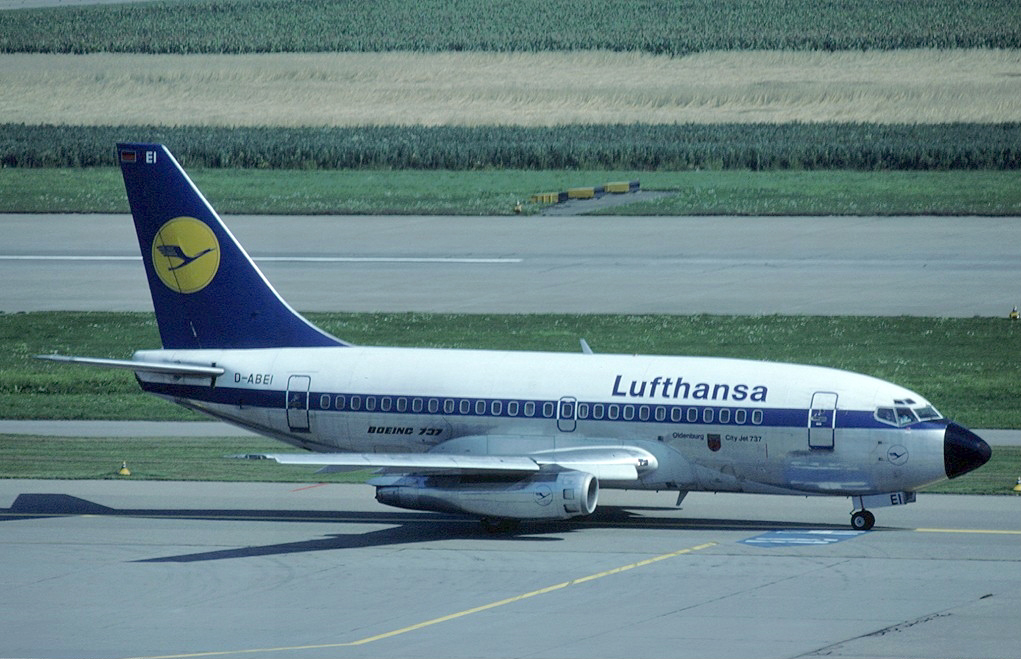
Un 737-100 di Lufthansa.

Il primo modello fu il 737-100 ed era quello più piccolo di tutta la famiglia. Fu annunciato nel mese di febbraio 1965 e il 9 aprile 1967 fece il suo primo volo. Il cliente di lancio fu la Lufthansa con cui iniziò ad operare nel febbraio del 1968. Un totale di 30 esemplari di 737-100 furono ordinati e consegnati. L'ultima consegna avvenne il 31 ottobre 1969 alla Malaysia-Singapore Airlines. Venne presto ritirato dal servizio in favore dei nuovi 737-200 e oggi non rimane alcun modello in servizio commerciale. L'originale prototipo della Boeing, utilizzato in seguito dalla NASA per i test, venne ritirato circa 30 anni dopo il primo volo.

#### 737-200

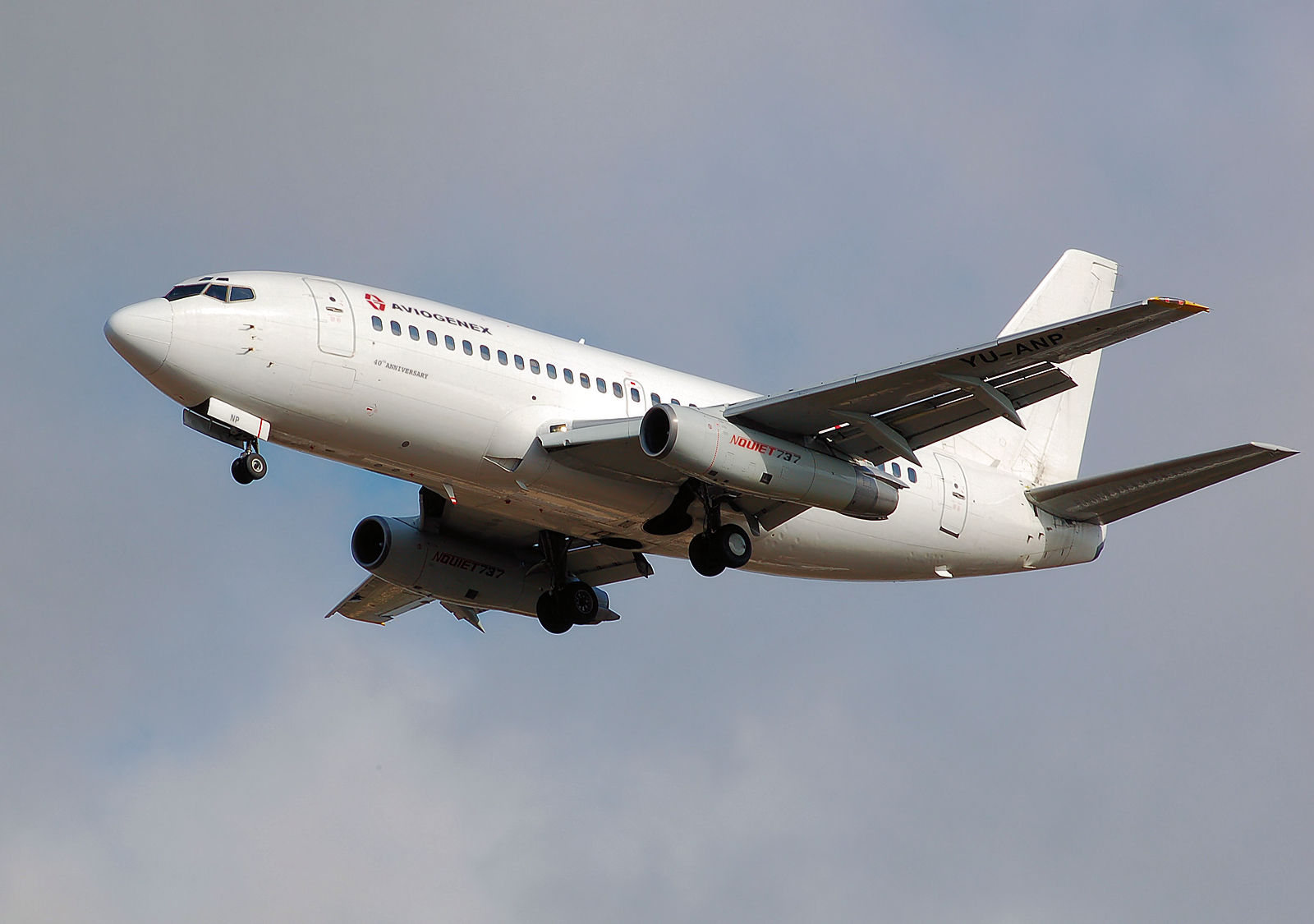
Un 737-200 di Aviogenex.

Il 737-200 è una versione allungata per venire incontro alle esigenze del mercato statunitense, proposta in seguito ad un ordine della United Airlines fatto nel 1965. La serie -200 è stata svelata per la prima volta il 29 giugno 1967 ed entrò in servizio presso la United nell'aprile dell'anno successivo. Il 737-200 advance è una versione ulteriormente migliorata del -200, introdotta in servizio con la All Nippon Airways il 20 maggio 1971. Questa versione vantava una migliore aerodinamica, freni automatici alle ruote, motori più potenti, maggiore capacità di carburante e una autonomia maggiore del -100. La Boeing fornì anche il 737-200C ("C" per Convertible) che poteva essere utilizzato sia per trasportare passeggeri sia per trasportare merci. Il 737-200QC ("QC" per Quick Change) è stato modificato per permettere di passare rapidamente dal ruolo passeggeri a quello merci. La 1095ª e ultima consegna di un aereo della serie -200 fu fatta nell'agosto del 1988 per la Xiamen Airlines. Molti 737-200 sono stati gradualmente radiati o sostituiti dalle nuove versioni del 737. Nel mese di luglio 2015, vi erano ancora 99 Boeing 737-200 in servizio, per lo più con le compagnie aeree di "secondo e terzo livello" e quelle appartenenti ai paesi in via di sviluppo.

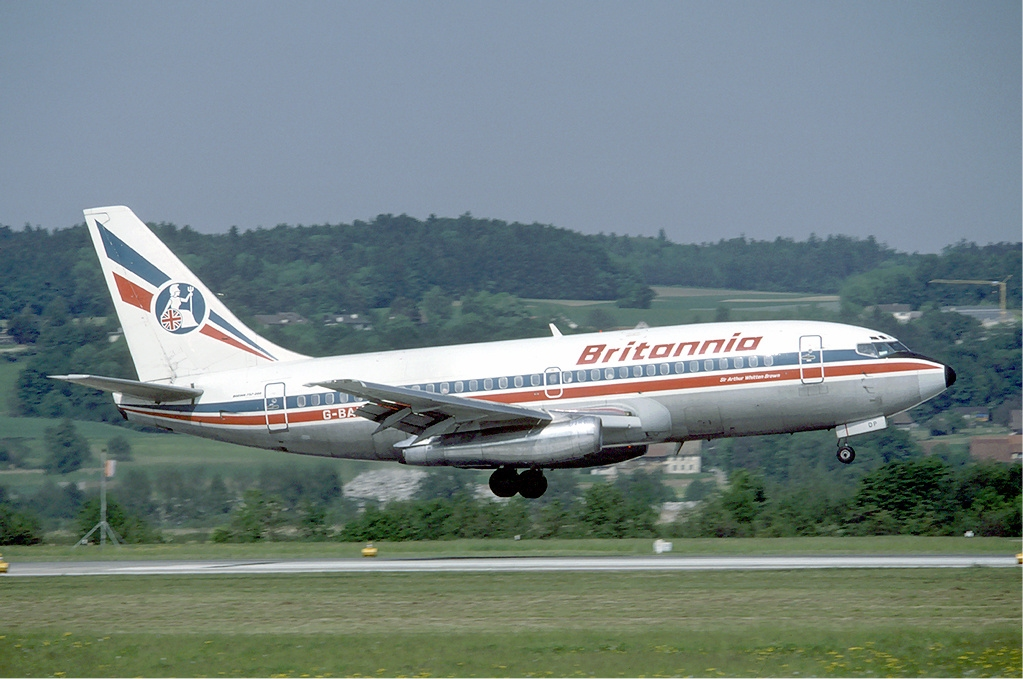
Un 737-200 Adv. di Britannia Airways.

Alcune modifiche apportabili al 737-200 gli consentono di operare su piste di atterraggio poco attrezzate o non asfaltate, come le piste di terra, in cui altri jet di dimensioni analoghe non possono atterrare. 737-200 Combi modificati sono attualmente utilizzati dalla Canadian North, dalla First Air, dalla Air Inuit e dalla Air Nord nel nord del Canada. Per molti anni, l'Alaska Airlines ha utilizzato questo modello per le piste non preparate dell'Alaska.
Diciannove 737-200 sono stati utilizzati per addestrare i navigatori aeronautici dell'USAF statunitense, con la designazione T-43. Alcuni sono stati modificati in CT-43, utilizzati per il trasporto di passeggeri e uno è stato modificato come NT-43A Radar Test Bed. Il primo è stato consegnato il 31 luglio 1973 e l'ultimo il 19 luglio 1974. L'Indonesian Air Force ordinò tre 737-200 modificati, designati 737-2x9 Surveiller. Vennero usati come ricognizione marittima (MPA) e aereo da trasporto.
Dopo 40 anni di servizio, i 737-200 in servizio commerciale per le compagne statunitensi furono gradualmente ritirati, fino agli ultimi voli svolti nel marzo 2008 dalla Aloha Airlines.

### Classic

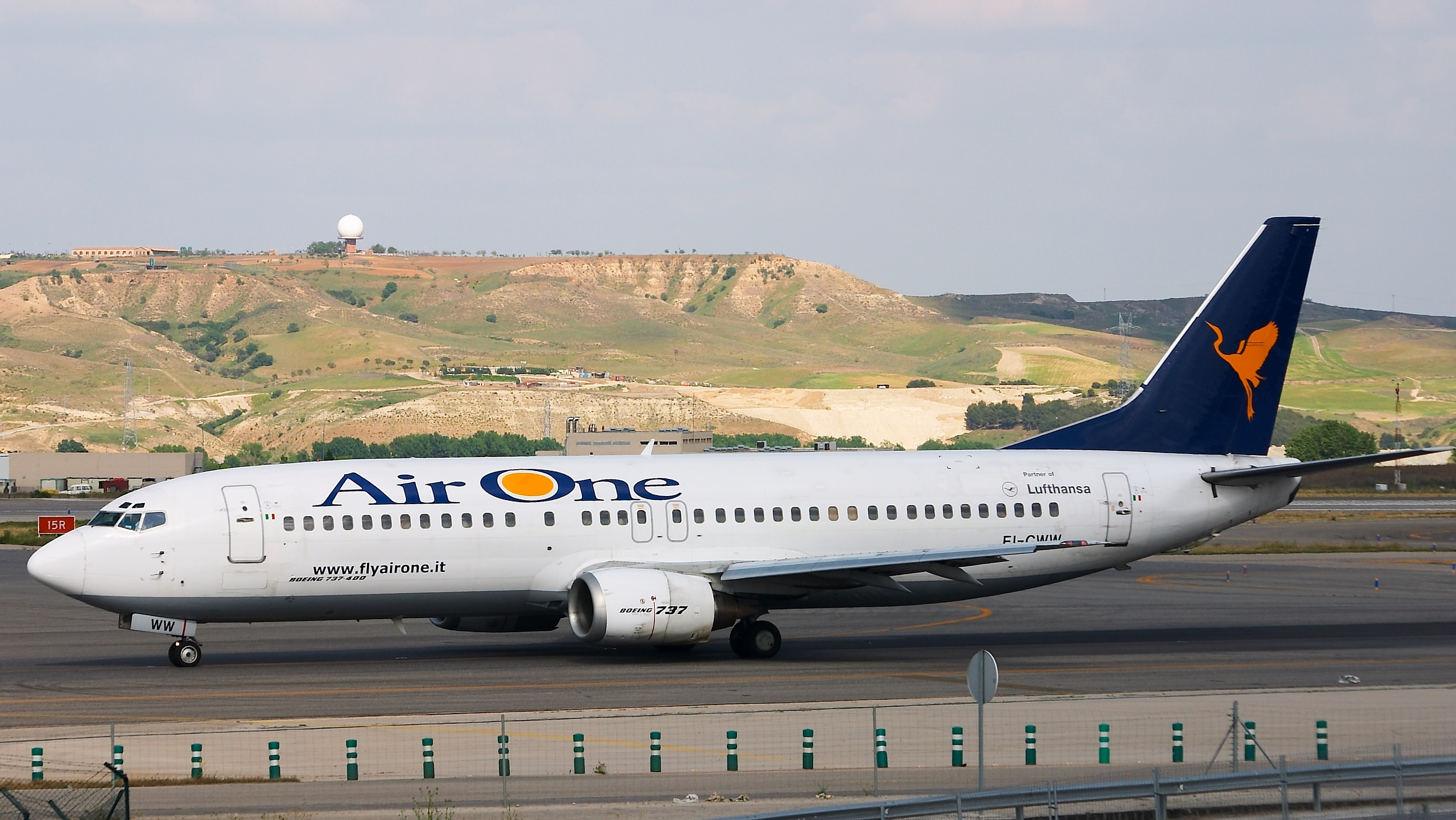
Uno dei Boeing 737-400 di Air One, alienati dalla flotta ad ottobre 2010, qui ripreso all'Aeroporto di Madrid-Barajas, Spagna nel 2006.

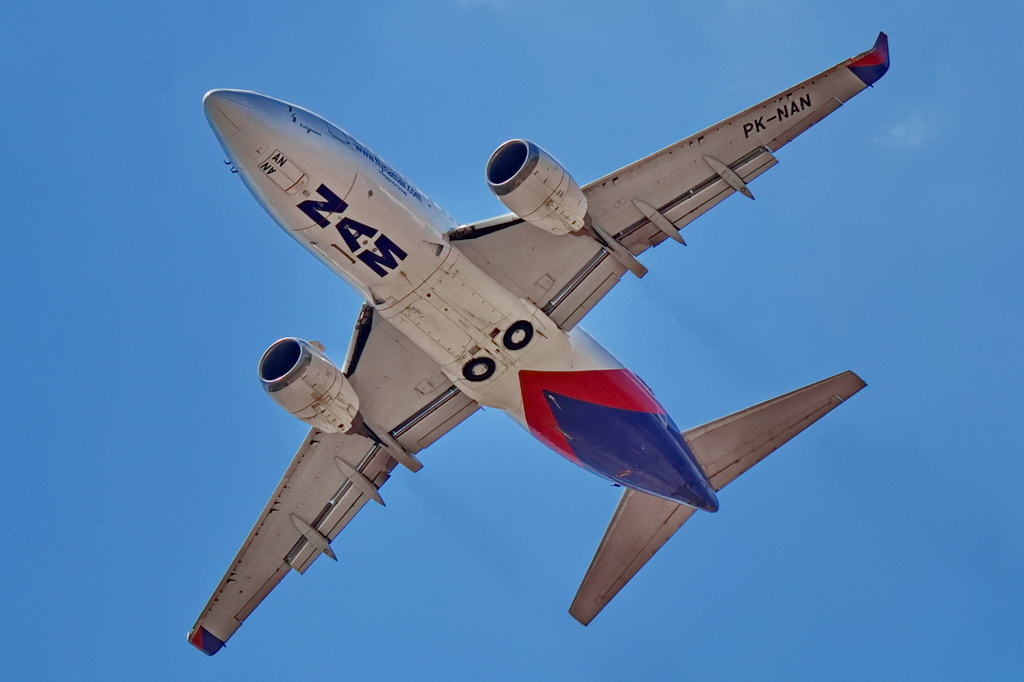
Un Boeing 737-500 dal basso.

Le prime due serie divennero presto vecchie ed inefficienti e così la struttura del velivolo subì sostanziali aggiornamenti, soprattutto nella coda e nell'impianto propulsivo. Il cockpit fu modernizzato con le stesse componenti usate sul 757 e 767. Del "Classic" vennero realizzate 3 serie. Il 737-300 era il nuovo modello base ed era un po' più lungo del 737-200. I clienti di lancio furono la US Airways e la Southwest Airlines. Anche l'avionica di questa serie è un misto tra i vecchi indicatori analogici e il nuovo sistema EFIS (Electronic Flight Instrumentation System); in alcuni modelli è presente solo l'EFIS. Questo è stato uno dei cambiamenti principali rispetto alle serie precedenti.
Il 737-400 è più lungo rispetto alla serie -300 per venire incontro alle esigenze delle compagnie charter. I primi clienti furono la US Airways e la Pace Airlines.
Il 737-500 è una versione più corta del 737-300, corrispondente alla serie -200 ma con una autonomia maggiore.

### Next Generation
La famiglia dei 737 Next Generation (737NG) fu introdotta in risposta alla competizione lanciata dall'Airbus con l'A320. Le novità riguardarono le ali, la deriva (completamente modificate), nuovi motori e un'avionica completamente digitale. Vi furono quattro serie di 737 NG.
Insieme al 737-700 e al 737-800, il 737-600 era una delle tre versioni iniziali della famiglia NG. Il 737-600 sostituì il 737-500. Il cliente di lancio fu la Scandinavian Airlines System, ma non riscontrò un grande successo di vendita. Il Boeing 717 trasporta circa lo stesso numero di passeggeri, ma è ottimizzato per le rotte regionali e non ha la stessa autonomia del 737-600. La produzione del 717 è terminata a metà del 2006, rendendo la serie -600 l'unica offerta Boeing nel mercato degli aerei di linea da 100 posti. Il velivolo pari classe di Airbus è l'A318.

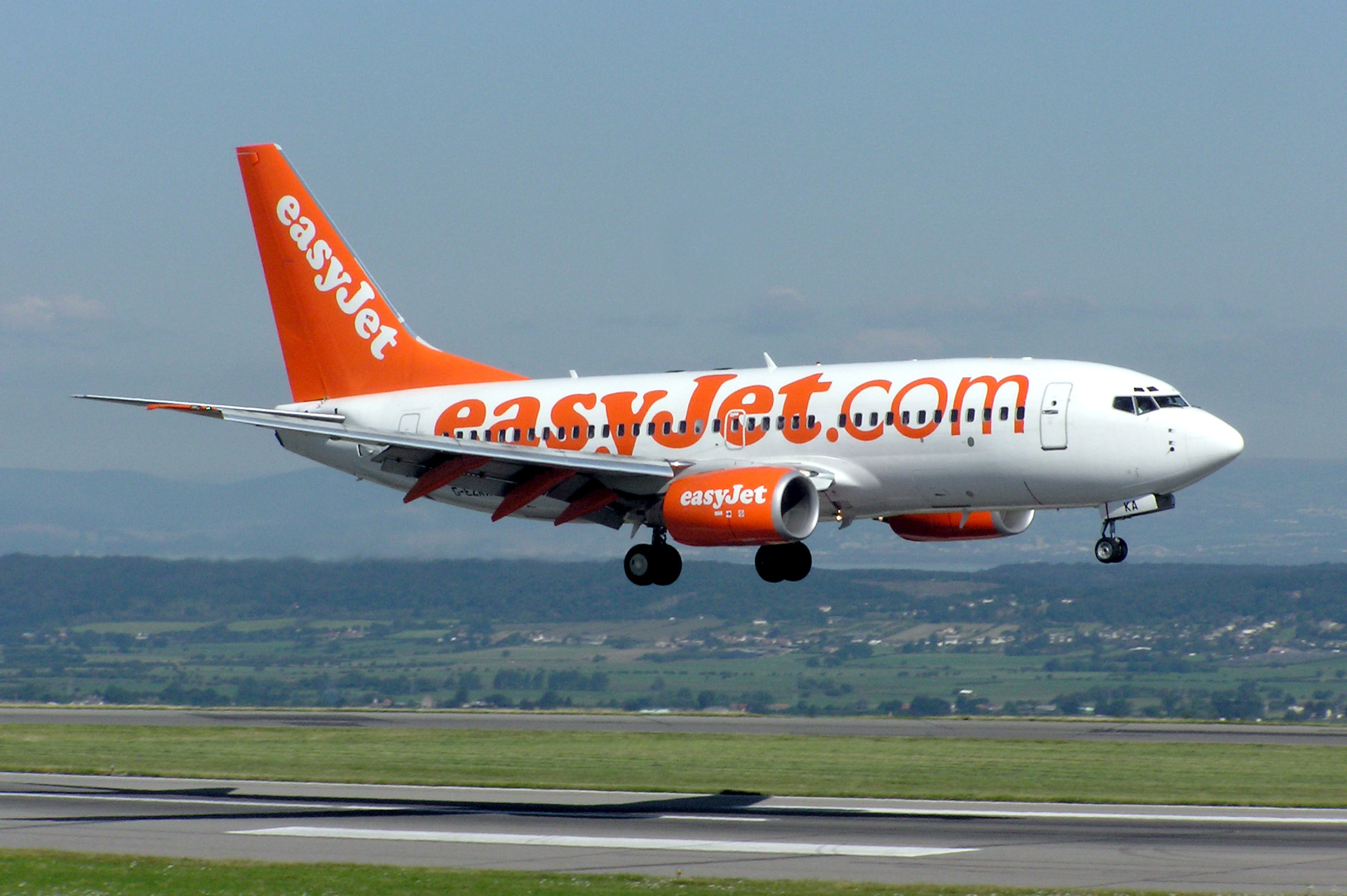
Un Boeing 737-700 di EasyJet.

Il 737-700 divenne il nuovo modello base che rimpiazzò il 737-300. È disponibile anche nella versione 737-700C che può essere usato sia come trasporto passeggeri che come trasporto merci. Il cliente di lancio, e tuttora il maggiore utilizzatore è la Southwest Airlines, mentre la prima ad utilizzare la versione C fu la Marina degli Stati Uniti. Sono state realizzate anche la versione per il mercato executive (chiamata Boeing Business Jet) e la versione militare "IGW" (Increased Gross Weight).
Il BBJ1 è dotato di carrello d'atterraggio rinforzato e delle stesse ali del 737-800; inoltre ha una autonomia maggiore grazie all'uso di serbatoi aggiuntivi. Viene utilizzato da alcune compagnie per voli di lusso tra il Nord America e l'Europa. Il velivolo di pari classe in casa Airbus è l'A319.

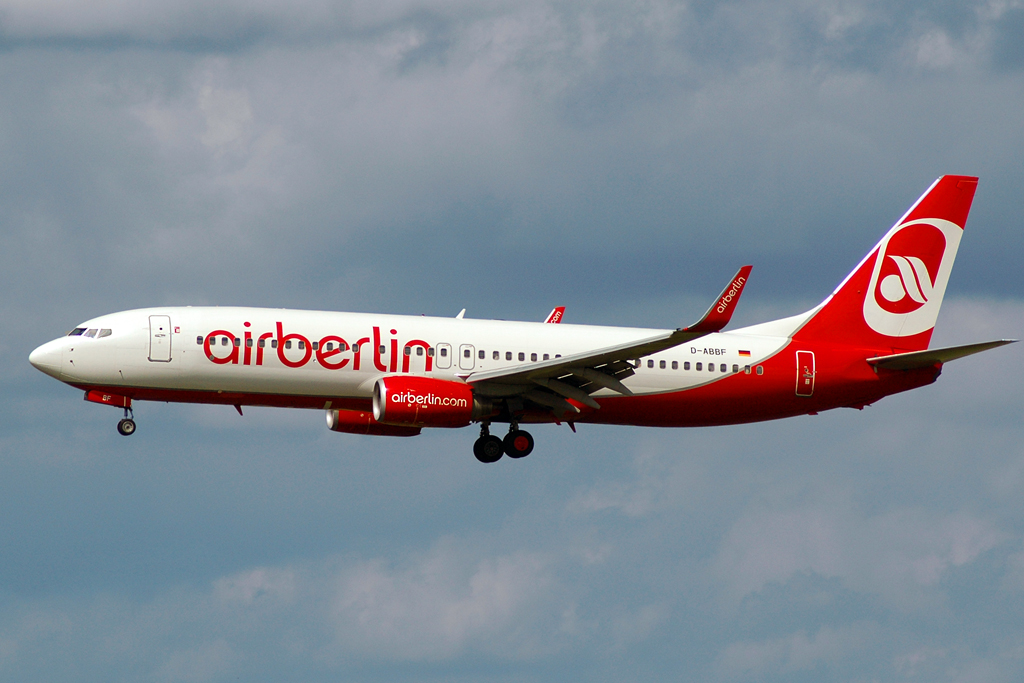
Un Boeing 737-800 di Air Berlin.

Il 737-800 è una versione più lunga del 737-700, progettata per rimpiazzare i 737-400. Il cliente di lancio è stata la compagnia aerea tedesca Hapag-Lloyd Airlines. Esiste anche la versione executive denominata BBJ2 e la versione con una maggior autonomia 737-800ER (Extended Range). È attualmente utilizzato tra gli altri da United Airlines, Delta Air Lines, Qantas, Ryanair, Pegasus Airlines, EgyptAir e dall'italiana Neos Air. Il velivolo di pari classe in casa Airbus, anche se più pesante, è l'A320.
Per meglio contrastare l'offerta sul mercato della Airbus, la Boeing ha prodotto anche la versione 737-900 che è la variante più lunga. La serie -900 però non ha sufficienti uscite di emergenza in base alle normative FAA e quindi il numero di passeggeri è limitato più per legge che per il carico utile dell'aereo a 189, come sul modello -800.
Dopo la cancellazione del 757, è stata introdotta la versione 737-900ER (Extended Range), dotata di nuovi portelloni di emergenza e nuovi serbatoi di carburante. Il suo avanzato profilo alare gli consente una navigazione economica a Mach 0,78, con possibilità di raggiungere Mach 0,82. Il primo cliente è stata la Alaska Airlines, mentre la Lion Air ha acquistato il primo -900ER. La versione executive è conosciuta come "BBJ3". L'equivalente (ma con minore autonomia) in casa Airbus è l'A321.

### MAX
Il Boeing 737 MAX è stato sviluppato dalla Boeing Commercial Airplanes per rimpiazzare la famiglia dei Boeing 737 Next Generation.
Il cambiamento primario è stato l'utilizzo del nuovo, più grande e più efficiente motore CFM International LEAP-X1B. Anche la cellula dell'aereo ha subito modifiche.
Il Boeing 737 MAX è entrato in servizio nel 2017.
A causa di due gravissimi incidenti ad aerei MAX 8, il 29 ottobre 2018 per la compagnia aerea indonesiana Lion Air e il 10 marzo 2019 per la compagnia Ethiopian Airlines, a quanto pare entrambi causati da un difetto al software di volo Maneuvering Characteristics Augmentation System (MCAS), in tutti gli Stati del mondo tali apparecchi sono stati temporaneamente interdetti al volo, in attesa che l'azienda produttrice dimostri di aver ovviato al grave difetto. La vicenda ha avuto un importante impatto negativo sui conti e sull'immagine dell'industria Boeing, nonché sulle compagnie aeree che hanno adottato il velivolo.
Il concorrente diretto di casa Airbus è la famiglia dell'Airbus A320neo.
La Boeing ha annunciato che dal gennaio 2020 sospenderà temporaneamente la produzione del velivolo

### Varianti militari
Esistono diverse versioni del 737 attrezzare per eseguire compiti o missioni speciali:
- T-43: realizzato sulla base del 737-200, viene usato per l'addestramento dei navigatori dell'USAF. Alcuni sono stati modificati per il trasporto passeggeri e ridenominati CT-43.
- SLAMMR: velivolo equipaggiato per la ricognizione marittima e il trasporto. È equipaggiato con il sistema SLAMMAR (Side-looking Multi-Mission Airborne Radar). L'Indonesian Air Force ne ha acquistati 3 esemplari.
- C-40 Clipper: è una versione militare del Boeing 737-700 utilizzata per il trasporto. Viene utilizzato sia dall'United States Air Force che dall'United States Navy.
- Project Wedgetail: realizzato sulla base del 737-700IGW (vagamente simile al 737-700ER), è la versione Airborne Early Warning and Control (Sistema di preallarme e controllo aviotrasportato) del 737NG. Il primo cliente è stata la Royal Australian Air Force, ma ci sono state ordinazioni da parte di Turchia e Corea del Sud.
- P-8 Poseidon: realizzato sulla base del 737-800ERX, è il progetto con cui la Boeing ha vinto contro la Lockheed Martin l'appalto per la sostituzione del P-3 Orion. È stato ordinato dalla U.S. Navy e dalla Marina dell'India.

## Dati tecnici
Di seguito sono elencati i dati tecnici delle versioni della serie "Original".
Per vedere quelli delle altre versioni, visitare:
- Specifiche tecniche Boeing 737 Classic
- Specifiche tecniche Boeing 737 Next Generation
- Specifiche Boeing 737 MAX

| Versione                                | 737-100                   | 737-200                   | 737-200 Adv.              |
| --------------------------------------- | ------------------------- | ------------------------- | ------------------------- |
| Codice ICAO                             | B731                      | B732                      | B732                      |
| Codice IATA                             | 731                       | 732                       | 732                       |
| Equipaggio in cabina di pilotaggio      | 2 piloti                  | 2 piloti                  | 2 piloti                  |
| Capacità massima passeggeri             | 124                       | 136                       | 136                       |
| Lunghezza totale                        | 28,65 m                   | 30,53 m                   | 30,53 m                   |
| Diametro cabina                         | 3,54 m                    | 3,54 m                    | 3,54 m                    |
| Diametro fusoliera                      | 3,76 m                    | 3,76 m                    | 3,76 m                    |
| Larghezza piano orizzontale             | 10,97 m                   | 10,97 m                   | 10,97 m                   |
| Apertura alare                          | 28,35 m                   | 28,35 m                   | 28,35 m                   |
| Superficie alare                        | 91,0 m²                   | 91,0 m²                   | 91,0 m²                   |
| Freccia alare                           | 25°                       | 25°                       | 25°                       |
| Altezza fusoliera                       | 5,11 m                    | 5,11 m                    | 5,11 m                    |
| Altezza totale                          | 11,33 m                   | 11,35 m                   | 11,35 m                   |
| Passo                                   | 10,46 m                   | 11,38 m                   | 11,38 m                   |
| Peso operativo a vuoto (OEW)            | 28 123 kg                 | 27 125 kg                 | 29 620 kg                 |
| Peso massimo senza carburante (MZFW)    | 40 823 kg                 | 43 091 kg                 | 43 091 kg                 |
| Peso massimo durante il rullaggio (MTW) | 50 349 kg                 | 52 617 kg                 | 58 332 kg                 |
| Peso massimo al decollo (MTOW)          | 49 895 kg                 | 52 390 kg                 | 58 105 kg                 |
| Peso massimo all'atterraggio (MLW)      | 44 906 kg                 | 46 720 kg                 | 48 534 kg                 |
| Carico utile massimo                    | 12 701 kg                 | 15 966 kg                 | 13 472 kg                 |
| Capacità cargo                          | 18,4 m³                   | 24,8 m³                   | 18,1 m³                   |
| Capacità massima carburante             | 17 865 L                  | 18 092 L                  | 22 596 L                  |
| Velocità di crociera                    | 0,75 Mach (926,10 km/h)   | 0,75 Mach (926,10 km/h)   | 0,75 Mach (926,10 km/h)   |
| Velocità massima                        | 0,82 Mach (1 012,54 km/h) | 0,82 Mach (1 012,54 km/h) | 0,82 Mach (1 012,54 km/h) |
| Autonomia                               | 1 540 nmi 2 850 km        | 2 600 nmi 4 815 km        | 2 800 nmi 5 185 km        |
| Quota di tangenza                       | 35 000 ft (10 668 m)      | 35 000 ft (10 668 m)      | 35 000 ft (10 668 m)      |
| Motori (x2)                             | PW JT8D-7/9/15/17         | PW JT8D-7/9/15/17         | PW JT8D-7/9/15/17         |
| Spinta (x2)                             | 56-71 kN                  | 56-71 kN                  | 56-71 kN                  |

## Utilizzatori
Al maggio 2023, degli 11 431 esemplari consegnati, 8 316 sono operativi.

### Civili
Gli utilizzatori principali sono:
- Southwest Airlines (798 esemplari)
- Ryanair (530 esemplari)
- United Airlines (439 esemplari)
- American Airlines (347 esemplari)
- Delta Air Lines (240 esemplari)
- Alaska Airlines (213 esemplari)
- China Southern Airlines (210 esemplari)
- Hainan Airlines (143 esemplari)
- China Eastern Airlines (142 esemplari)
- Xiamen Airlines (138 esemplari)
- Gol Transportes Aéreos (136 esemplari)
- Shandong Airlines (132 esemplari)
- Air China (125 esemplari)
- WestJet (105 esemplari)
- Lion Air (98 esemplari)
- Jet2.com (97 esemplari)
- Copa Airlines (90 esemplari)
- Aeroméxico (87 esemplari)
- Virgin Australia (84 esemplari)
- Shenzhen Airlines (81 esemplari)
- Shanghai Airlines (80 esemplari)
- Turkish Airlines (80 esemplari)
- flydubai (79 esemplari)

### Governativi
- Dubai Air Wing (5 esemplari)
- Governo della Thailandia (4 esemplari)
- Governo della Polonia (3 esemplari)
- Ministero dell'economia saudita (3 esemplari)
- National Nuclear Security Administration (3 esemplari)
- United States Marshals Service (3 esemplari)
- Bahrain Royal Flight (1 esemplare)
- Governo della Bielorussia (1 esemplare)
- Governo della Guinea Equatoriale (1 esemplare)
- Governo dell'Indonesia (1 esemplare)
- Governo dell'Iraq (1 esemplare)
- Governo del Mali (1 esemplare)
- Governo della Mauritania (1 esemplare)
- Governo del Marocco (1 esemplare)
- Governo del Niger (2 esemplari)[111][112]
- Governo della Nigeria (1 esemplare)
- Governo dei Paesi Bassi (1 esemplare)
- Justice Prisoner and Alien Transportation System (1 esemplare)
- Polizia dell'Indonesia (1 esemplare)

### Militari
- Fuerza Aérea Argentina (2 esemplari)[113][114]
- Marina degli Stati Uniti d'America (140 esemplari)
- Forza Aerea dell'Australia (20 esemplari)
- Forza Aerea della Cina (14 esemplari)
- Forza Aerea degli Stati Uniti d'America (13 esemplari)
- Marina dell'India (12 esemplari)
- Forza Aerea del Regno Unito (9 esemplari)
- Forza Aerea dell'Indonesia (8 esemplari)
- Forza Aerea della Colombia (6 esemplari)
- Forza Aerea dell'India (6 esemplari)
- Forza Aerea della Corea del Sud (5 esemplari)
- Forza Aerea del Messico (5 esemplari)
- Forza Aerea della Norvegia (5 esemplari)
- Forza Aerea del Perú (4 esemplari)
- Forza Aerea della Turchia (4 esemplari)
- Forza Aerea della Nuova Zelanda (3 esemplari)
- Forza Aerea del Cile (2 esemplari)
- Forza Aerea della Nigeria (1 esemplare)
- Forza Aerea della Repubblica Democratica del Congo (1 esemplare)
- Forza Aerea del Sudafrica (1 esemplare)
- Forza Aerea di Taiwan (1 esemplare)